# Суржик
Су́ржик (укр. Суржик) — идиом (разговорный язык), включающий элементы украинского и русского языков, распространённый на Украине, а также в России и в Молдове среди выходцев с Украины и их потомков. Отличается как от собственно украинского, так и от разговорного русского языка, хотя не имеет с ними чётких границ.

## Определение
Не существует единого мнения относительно природы суржика. Суржик не может быть назван пиджином, так как пиджин — это упрощённый язык, не являющийся ни для кого родным, поскольку вследствие своей примитивности не способен обеспечить полноценное общение. Не относится суржик и к креольским языкам, ведь они возникают в ходе дальнейшей эволюции пиджина. Несколько более верным представляется обозначение «смешанный язык»: как и в классических смешанных языках вроде языка медновских алеутов или мичифа, лексика в суржике взята как из украинского, так и из русского языка, а бо́льшая часть грамматики — из украинского (хотя русская грамматика и украинская грамматика очень похожи). В то же время все смешанные языки, как и пиджины, возникали при контакте неродственных языков. Возможен взгляд на суржик как на формирующееся в результате языковой интерференции городское просторечие, отсутствовавшее в украинском языке по причине слабой распространённости в городах; в таком случае он может быть признан социолектом.

### Научное определение
Первые научные работы, посвящённые исследованию суржика как явления многопланового, появились в 1990-х годах. Проблематика суржика рассматривалась в трудах Т. Возняка, Т. Кознарского, Л. Масенко, Я. Полищука, В. Радчука, О. Рудой, Л. Ставицкой, М. Стрихи, В. Товстенко, В. Труба, М. Феллера, О. Шумилова, Л. Биланюк, М. Флаера, А. Окары и других учёных. Более ранние работы носили преимущественно публицистический характер. По состоянию на 2007 год, существовали лишь рабочие варианты определения понятия «суржик». Один из таких вариантов выработали Леся Ставицкая и Владимир Труб:

Суржик — это некодифицированный разговорно-бытовой стиль языка (речь), который возник вследствие массового продолжительного контактного украинско-русского двуязычия в его диглоссной форме. Суржик возникает в результате системной интерференции на фонетическом, морфологическом, лексическом, синтаксическом уровнях; он репрезентирован цельнооформленными лексемами — суржикизмами, которые накладываются на украинскую или русскую языковую основу; проявляется на базе региональных разновидностей украинского языка как языковой код в среде индивидов различных типов языковой компетенции, в разнотипных социально-корпоративных и коммуникативных сферах. 
Варианты определения, даваемые другими авторами: «Суржик — это хаотическое заполнение разрушенных звеньев структуры украинского языка элементами поверхностно усвоенного русского (Масенко); его особенностью является русская лексика при частичном украинском синтаксисе, фонетике (Стриха; Окара) и морфологии (Кузнецова)».
Лингвист Александр Тараненко в статье во II издании энциклопедии «Украинский язык» определяет суржик как «распространенное в Украине разговорное название ненормированной индивидуальной речи определенного лица и социолекта определенной группы, основанных на смешении и интерференции элементов двух или более языков. … Однако чаще всего под суржиком как социолектом понимают определенный структурно-функциональный компонент украинского просторечия с заметным вкраплением русизмов, который стал разговорным языком и фактически основным средством общения большинства украиноязычного населения страны в результате массового и длительного контакта украино-русского двуязычия в ее асимметричной (диглоссической) форме». Филолог Андрей Даниленко определяет суржик как «современный разговорный украинский язык с проникновениями „немотивированными“ элементами русского, заимствованными в результате сильного взаимного влияния украинского и русского языков».

## История и происхождение
Суржик зафиксирован письменно уже у первого автора, писавшего на украинском языке, — Ивана Котляревского в его произведении «Наталка-Полтавка» (1819) у Возного — украинца (представителя власти в селе), который старался говорить на русском для людей, не знающих украинский.

### Варианты суржика
Суржик образовался в среде сельского населения в результате смешения украинского языка с русскими говорами.
Суржик в разных регионах Украины и у отдельных его носителей имеет существенные различия. Как правило, грамматика и произношение (артикуляционная база, просодика) остаются украинскими, а если фонетические и грамматические явления и проникают из русского языка, то остаются лексикализированными: не переходят на однотипные свойства украинских языковых единиц, однако затрагивают словообразование. В то же время более или менее значительная часть лексики, в зависимости от образования, языкового опыта говорящего, а также от его речевой интенции и общей речевой ситуации, заимствована из русского языка.

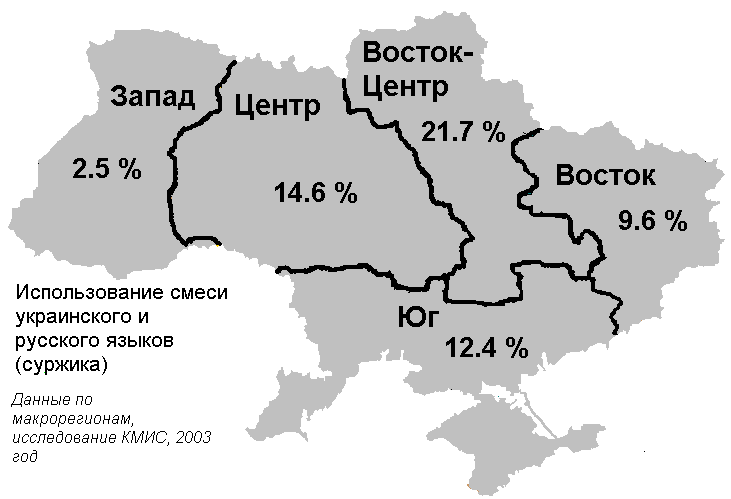
Использование смеси украинского и русского языков, опрос Киевского международного института социологии, 2003, данные по макрорегионам

Существует три варианта использования суржика:
1. Суржик как язык спонтанного использования. Просторечие или местное наречие с многочисленными русизмами, являющееся фактически единственным языковым поведением лиц, не стремящихся следовать ни украинской, ни русской литературной норме.
2. Осознанное использование суржика. Свойственно лицам, знающим оба языка. Выбор более простой формы или более короткого слова из двух языков.
3. Нежелательное, непроизвольное проникновение элементов небазового языка в базовый либо базового в небазовый у лиц, хорошо владеющих одним языком и изучающих второй — русский или украинский.

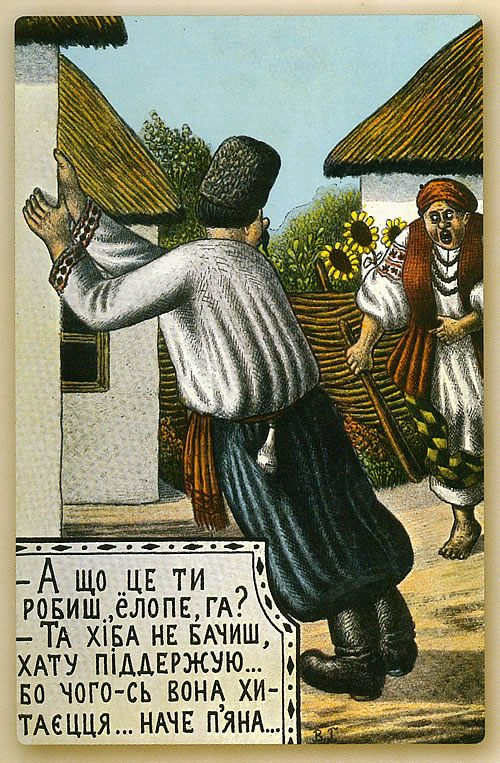
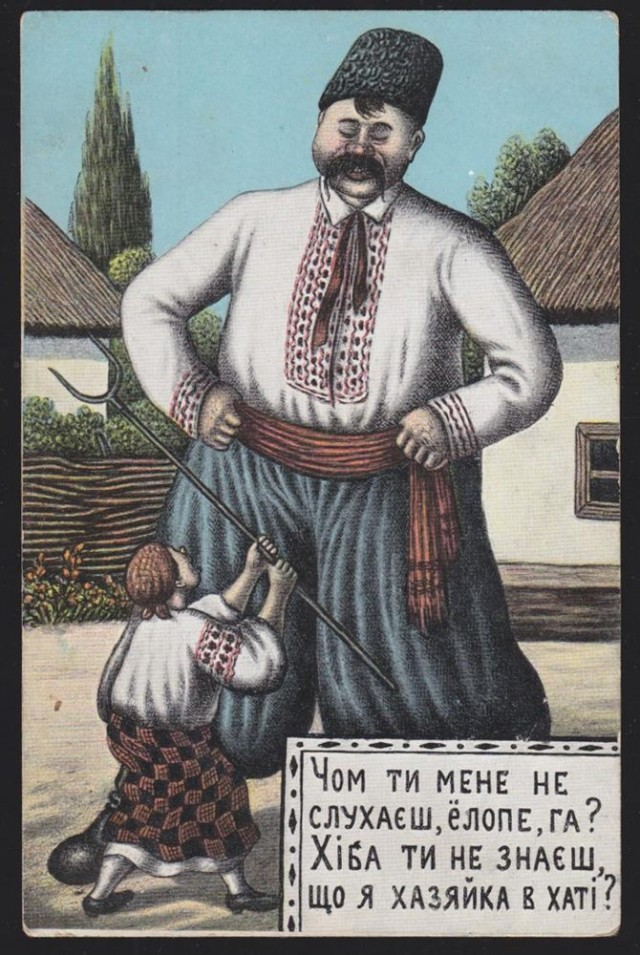
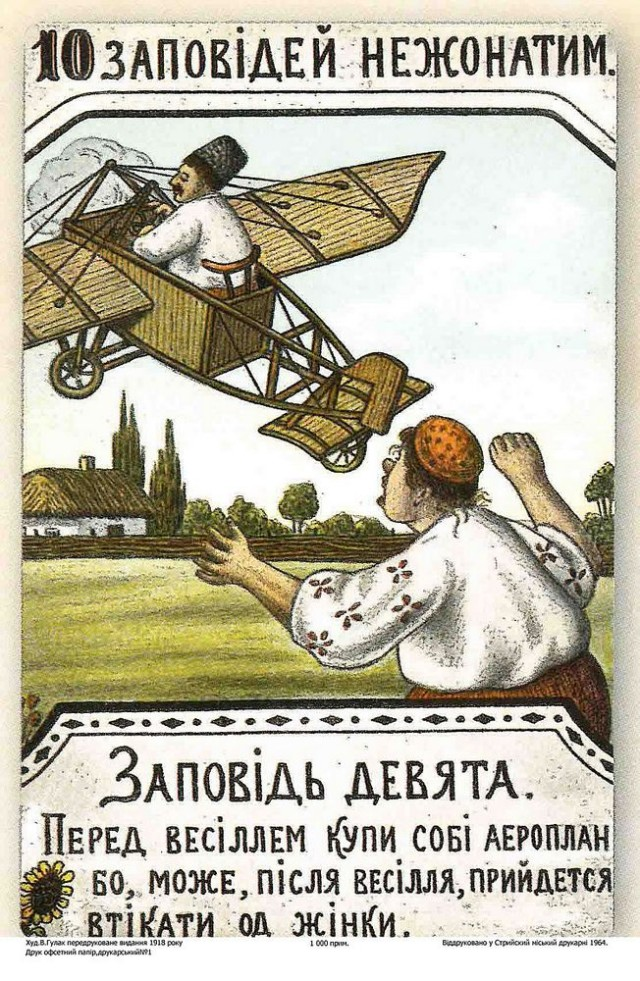

Литературный украинский язык, записанный устаревшей орфографией и ошибочно принимаемый[кем?] за суржик, на дореволюционных открытках

## Распространение и использование
По данным Киевского международного института социологии, определившего при обработке опроса суржик как «смесь украинского и русского языков», доля взрослого населения, говорящего на суржике в 2003 г. составляла 10,7 % всего населения Украины (то есть 5,1 — 8,3 млн человек). На смеси русского и украинского говорят от 2,5 % на Западной Украине, до максимального показателя 21 % в областях Левобережной Украины; в южных и восточных регионах количество носителей суржика значительно превышает долю украиноязычного населения (на юге говорят на суржике 12,4 %, на украинском — 5,2 %, на востоке Украины используют суржик 9,6 %, а украинский — 3,7 %). По данным всеукраинского исследования, которое провёл в 1998 году центр социологических исследований Киево-Могилянской академии, на суржике отвечали 15-16 % респондентов.
В 2013 году депутат от Партии регионов Олег Царёв предложил сделать суржик государственным языком Украины.
Перепись населения не фиксирует суржик как разговорный язык. Суржик не имеет какого-либо официального статуса и рассматривается украинскими властями как испорченный русизмами украинский язык.
Некоторые произведения современных украинских писателей Богдана Жолдака и Леся Подервянского написаны на суржике для создания комического эффекта. Выступает на суржике и артист Андрей Данилко (в образе Верки Сердючки).
Аналогичное явление в белорусском языке называется трасянкой.

## Примеры суржика
«Так рано ти покинув нас.

І радость і счастя забрав ти з собою.

Прости дорогий і любимий ти наш,

Що несмогли ми тебе вберегти

І бути з тобою.

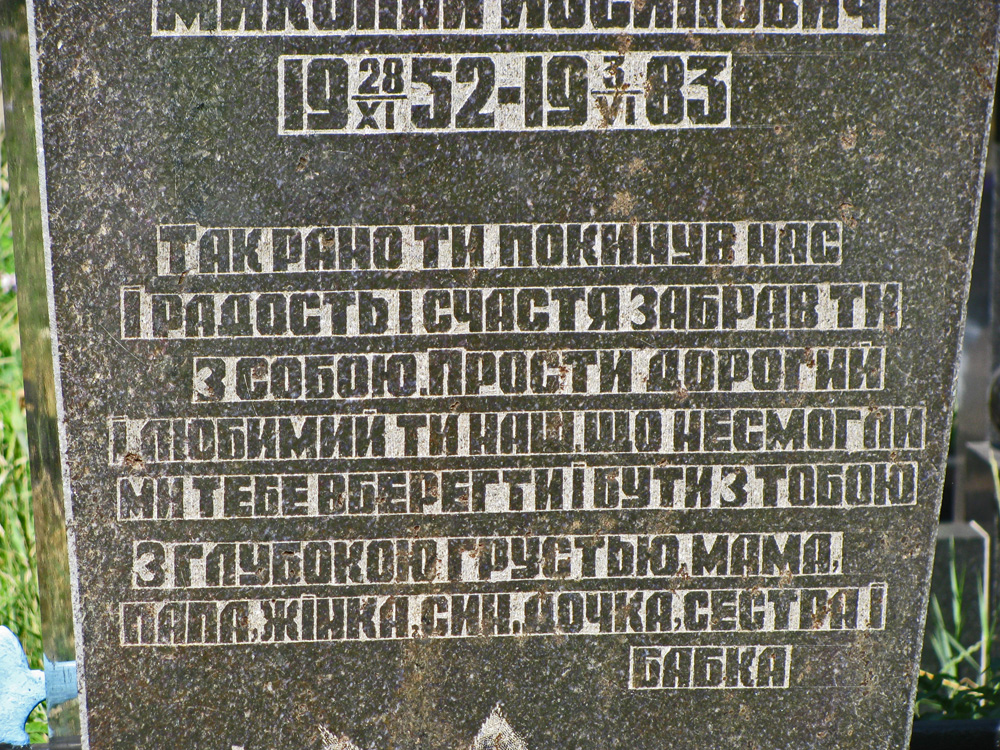
Эпитафия на кладбище села Долгая Пристань Первомайского района Николаевской области. Русизмы подчёркнуты. Диалектные слова, ошибочно воспринимаемые как русизмы, не обозначены.
«Так рано ти покинув нас.
І радость і счастя забрав ти з собою.
Прости дорогий і любимий ти наш,
Що несмогли ми тебе вберегти
І бути з тобою.
З глубокою грустью, мама, папа, жінка, син, дочка, сестра і бабка»

Из записей исследователей Европейского университета в Санкт-Петербурге:
- В сємьє общаємся на українском язикє, даже на суржику, можно сказать… (Харьков, 2003).
- На руском і на украінском. Як придеться. Уже смєшаний, уже смєшаний… В общєм — смєсь получилась і всьо. Немає такого чистого, щоб рускій ілі украінскій. Одне слово руське, друге — украінське… (Харьков, 2003).

- Шо ти щас робиш?
- Як діла?
- Я трохи задержуюсь.
- Це не твоє діло. Ти поняв?
- Летіть на самольоті інтєрєсніше, чим на поїзді.
- Скіки тобі год?
- Шо ти можеш про це сказать? Будем ізучать чи ні?
- Даже не знаю, шо його робить.
- Шось я не пойму! Ти будеш платить ілі як?
- То шо? Йдемо чи нє?

(Харьковщина, 2011)
- Я трошки опаздую.

(Красноград, 2012)
- Сікі урем’я? (сколько времени?)
- А бумаги всім хватило?

(Днепровский госуниверситет, 90-е годы)

### XIX век
Русскоязычная газета «Киевские губернские ведомости» неоднократно критиковала использование суржика. Редакторы газеты отмечали, что в дни контрактов (ярмарок), когда в Киев приезжало множество гостей со всей Российской Империи, использование суржика становится очень заметным. «При первом моем посещении Контрактового дома, — писал корреспондент газеты в 1854 году, — я был поражен, отуманен, увидевши и услышавши все, что там происходило […] Разные фразы замечательны. „Прощайте, мы пойдем додому“.— „Нет, не идите, вы ещё, кажется, имеете видеть пана Стрежлицкого“. — „Перестаньте, вы все смеетесь с меня“. — „Вот сюдою, сюдою пойдемте!“ — „Нет, лучше тудою. Там, видите, как все крутятся“».

### XX век
Один из авторов путеводителя по Киеву М. С. Богуславский называл суржик «нелепой помесью польского и еврейского языков с малороссийским». 
«Самые чудовищные ударения, — родительный падеж винительного, „дай мне ножа“, „сам“ в смысле „один“, „тудою“, „сюдою“ вместо „туда“ и „сюда“, „скучаю за тобой“ — на каждом шагу, даже в устах интеллигентных лиц».